# Бойки
Бойки (на украински: бойки, на полски: Bojkowie; на словашки: Pujďáci, на чешки: Bojkové, на немски: Bojken) са субетническа украинска група възлизаща на около 100 хил. При преброяването в Украйна през 2011 година 131 души са се самоопределили като бойко. В същата година в Полша 258 души са записали бойко като етническа характеристика в преброителната карта.
Бойките живеят по северните и южните склонове на Карпатите (Бойкившчина) от реките Лимница и Тересва на изток до реките Уж и Ослава на запад.

## Произход
Съветската школа (Веркратски) ги определя като автохтонно население на карпатския регион. По-стари изследвания от 19 век (Вахилевич, Холоватски, Шафарик) виждат в тях наследници на келтското племе бои.

## Език и религия
Езикът на Бойко е изключително повлиян от средновековния църковнославянски език. По-голямата част от тях принадлежат към Украинската гръцка католическа църква, по-малка група са православни християни. Интересни са със своите особени дървени църкви, които могат да се видят в Карпатите.